# 八百津町立八百津東部中学校
八百津町立八百津東部中学校（やおつちょうりつ やおつとうぶちゅうがっこう）は岐阜県加茂郡八百津町にある公立の中学校。

## 沿革
八百津東部中学校は、1991年に久田見中学校と福地中学校とを統合し、新設された中学校である。
- 1991年（平成3年）4月 - 久田見中学校と福地中学校を統合し、八百津町立八百津東部中学校として開校。
- 1997年（平成9年）4月 - 潮南中学校を統合。潮南分校を設置。
- 1999年（平成11年）3月 - 潮南分校を廃止。
- 2004年（平成16年） - 岐阜県立八百津高等学校との連携型中高一貫校となる。
- 2016年 (平成28年) 12月 - 校内無線LAN整備。タブレットパソコン導入。

## 生徒会活動・部活動など

### 運動部
- 男女ソフトテニス部
- 卓球部
- 陸上部

## 通学区域[1]
- 久田見
- 上吉田
- 福地

※かつては潮見、南戸も通学区域であったが、潮見小学校が2023年4月に八百津小学校に統合されたことにより、2023年4月より八百津中学校に変更されている。

## 進学前小学校
- 久田見小学校